# Słownik biograficzny oficerów Legionów Polskich 1796–1807
Słownik biograficzny oficerów Legionów Polskich 1796-1807 – polski słownik biograficzny autorstwa Jana Pachońskiego wydany przez Księgarnię Akademicką w Krakowie w 2003. Było to ostatnie dzieło autora.
Opracowanie słownika było owocem około 50-letnich prac badawczych autora nad Legionami Polskimi. Stanowi on drugi tom dwutomowej monografii zatytułowanej Oficerowie Legionów Polskich 1796-1807. Pierwszy tom nosił tytuł Korpus oficerski Legionów Polskich 1796-1807. 
Tom drugi to przejrzyście opracowane dzieło, które informuje kim byli poszczególni oficerowie legionowi oraz jaki był przebieg ich służby. Autor przeprowadził bardzo szczegółowe kwerendy bibliograficzne i archiwalne (w tym w zbiorach zniszczonych w trakcie działań II wojny światowej). Zgromadził biogramy wszystkich legionistów, którzy wypełniali kryterium posiadania stopnia oficerskiego – stworzył 1202 życiorysy osób wywodzących się z różnych regionów I Rzeczypospolitej. Pachoński w 1931 założył Kartotekę stanów służby, stanowiącą zaczątek dzieła, którą zweryfikowali w XXI wieku Kamil Stepan i Adam Roliński. Każdy biogram ma osobną bibliografię. Dodatkiem do tomu jest indeks oficerów, jak również zaktualizowana bibliografia przedmiotowa. 
W momencie wydania była to jedyna pozycja słownikowa w literaturze przedmiotu dotycząca Legionów Polskich epoki napoleońskiej.
Słownik miał być początkowo wydany przez Państwowe Wydawnictwo Naukowe, jednak przeciągający się proces recenzencki był na tyle długi, że w jego trakcie autor zmarł (1985). Powstały wówczas wątpliwości, czy wydać słownik w formie pozostawionej przez Pachońskiego, czy też po dodatkowych poprawkach i kwerendach. Ostatecznie zdecydowano się na wniesienie uzupełnień.